# Журавлево (Великоустюзький район)
Жура́влево (рос. Журавлево) — присілок у складі Великоустюзького району Вологодської області, Росія. Входить до складу Юдинського сільського поселення.

## Населення
Населення — 57 осіб (2010; 47 у 2002).
Національний склад (станом на 2002 рік):
- росіяни — 98 %